# Shabbat Dinner
Shabbat Dinner és un curtmetratge de 2012 escrit, dirigit i editat per Michael Morgenstern. Va ser llançat a YouTube el gener de 2014. És un peça de conjunt que explica la història de dos adolescents gais que no han sortir de l'armari, les famílies dels quals es reuneixen per al sopar de Sàbat. Després de sopar, i sense que els seus pares ho sàpiguen, els dos nois es revelen la seva sexualitat.

## Trama
La pel·lícula segueix un Sopar de Shabat entre dues famílies joves. Després d'un sopar de conversa superficial entre els adults, dos nois adolescents William (Chris London) i Virgo (Dan Shaked) van a l'habitació de William. Virgo li revela a William que és gai, i William insisteix que és heterosexual. A fora, els seus pares parlen de religió, el pare de William exclama que tots els bons jueus haurien de casar-se amb jueus i mantenir-se kosher. De tornada a l'habitació d'en William, la tensió sexual augmenta, i William s'inclina per besar Virgo. Aviat, els adolescents senten cridar els seus pares i lluiten per posar-se la roba abans de ser descoberts. El pare d'en William obre la porta de l'habitació. Hi ha un tall ràpid de les famílies que s'acomiaden a la porta, mentre en William mira amb ansietat el seu pare amb la vista a terra.

## Repartiment
- Chris London - William Shore
- Dan Shaked - Virgo Bernstein-Cohen
- Eva Kaminsky - Rebecca Shore
- Michael Wikes - Arnold Shore
- Peter Tedeschi - David Bernstein-Cohen
- Dawn Yanek - Susan Bernstein-Cohen

## Reconeixement
Shabbat Dinner es va estrenar el març de 2012 al Festival Internacional de Cinema de Hong Kong i s'ha projectat a 55 festivals de cinema d'arreu del món. Va guanyar els següents premis:
- Premi de l'elecció del públic, Zero Film Festival[3]
- Crystal Cactus, Millor pel·lícula gai, Out in the Desert Film Festival
- Premi del Públic, Festival Internacional de Cinema Gai i Lèsbic de Barcelona de 2012.[4]
- Premi de l'elecció del públic, 2n lloc, Festival de cinema gai i lèsbic de Miami
- Millor comèdia, Festival de cinema gai i lèsbic d'Amsterdam[5]